# Опълченци от Гложене (област Ловеч)
Това е списък на опълченците от село Гложене, община Тетевен, област Ловеч, участвали в Руско-турската война (1877–1878) в редовете на Българското опълчение. Двама от тях загиват в боевете: Йото Димов и Никола Митев Милкоев.

## Списък
- Братан Цолов [1] (Солов, Целов) Братанов (1845 – 27.11.1910). Редник, V дружина, I рота, постъпил на 12 май 1877 г., уволнен на 28 април 1878 г. [2] След Освобождението се преселва в с. Торос.

- Васил Йонков – Гложенеца (1838 – 1889). Унтерофицер, I дружина, II рота, постъпил на 28 април 1877 г., преведен в IV рота на 12 юни 1877 г., ранен на 20 юли 1877 г., уволнен поради болест за 1 година на 18 март 1878 г., уволнен за 2 месеца, за да лекува раната си на 20 май 1878 г., уволнен със свидетелство за получаване по 10 копейки на ден на 15 юни 1878 г., награден с орден.[3][4]

- Григорий (Георги) Братанов. IV рота, постъпил на 29 април 1877 г. [5]

- Драган Цачев (Цанчев) Драганов (1848 – 29.09.1929). Редник, I дружина, I рота, постъпил на 10 май 1877 г., уволнен на 1 юли 1878 г. [6][7]

- Йото (Иван) Гергов (Георгиев) Милкоев (Милков) (1853 – 22.02.1927).[8] IV дружина, постъпил на 25 май 1877 г. [9] След Освобождението се преселва в с. Турски извор.

- Йото Вълов (Велев). Редник, IV дружина, IV рота, постъпил на 25 май 1877 г., уволнен на 25 април 1878 г. [10][11]

- Йото Димов. Редник, I дружина, II рота, постъпил на 28 април 1877 г., изчезнал безследно на Шипка – 12 август 1877 г. [12]

- Мирчо Йотов Мирчев (ок. 1856 – 1882). III дружина, III рота, постъпил на 5 август 1877 г., уволнен на 28 юни 1878 г. [13][7][14]

- Мирчо (Михал, Михаил) Христов Мирянов (1849 – 18.07.1934)[15]. III дружина, I рота. [16] След Освобождението се преселва в с. Турски извор.

- Никола (Николай) Митев Милкоев. Редник, I дружина, IV рота, постъпил на 30 април 1877 г., [17][7] убит в битката при Стара Загора на 19 юли 1877 г.[18]

- Стоян Тодоров Гечев (1854 – 5.05.1934). Редник, I дружина, II рота, постъпил на 19 юни 1877 г., уволнен на 1 юли 1878 г. [19] Преди това участник в Сръбско-турската война (1876 г.) в четата на Филип Тотю и във II батальон на руско-българския отряд до разпускането му на 2 април 1977 г.[20]

- Христо Стефанов Дойков  (1851 – 23.08.1938). I дружина.[21][22]

## Галерия
- Васил Йонков − Гложенеца
- Драган Цачев
- Йото Милкоев
- Мирчо Мирянов
- Стоян Тодоров
- Христо Стефанов